# Beilschmiedia punctilimba
Beilschmiedia punctilimba är en lagerväxtart som beskrevs av Hsi Wen Li. Beilschmiedia punctilimba ingår i släktet Beilschmiedia och familjen lagerväxter. Inga underarter finns listade i Catalogue of Life.